# Dibombari

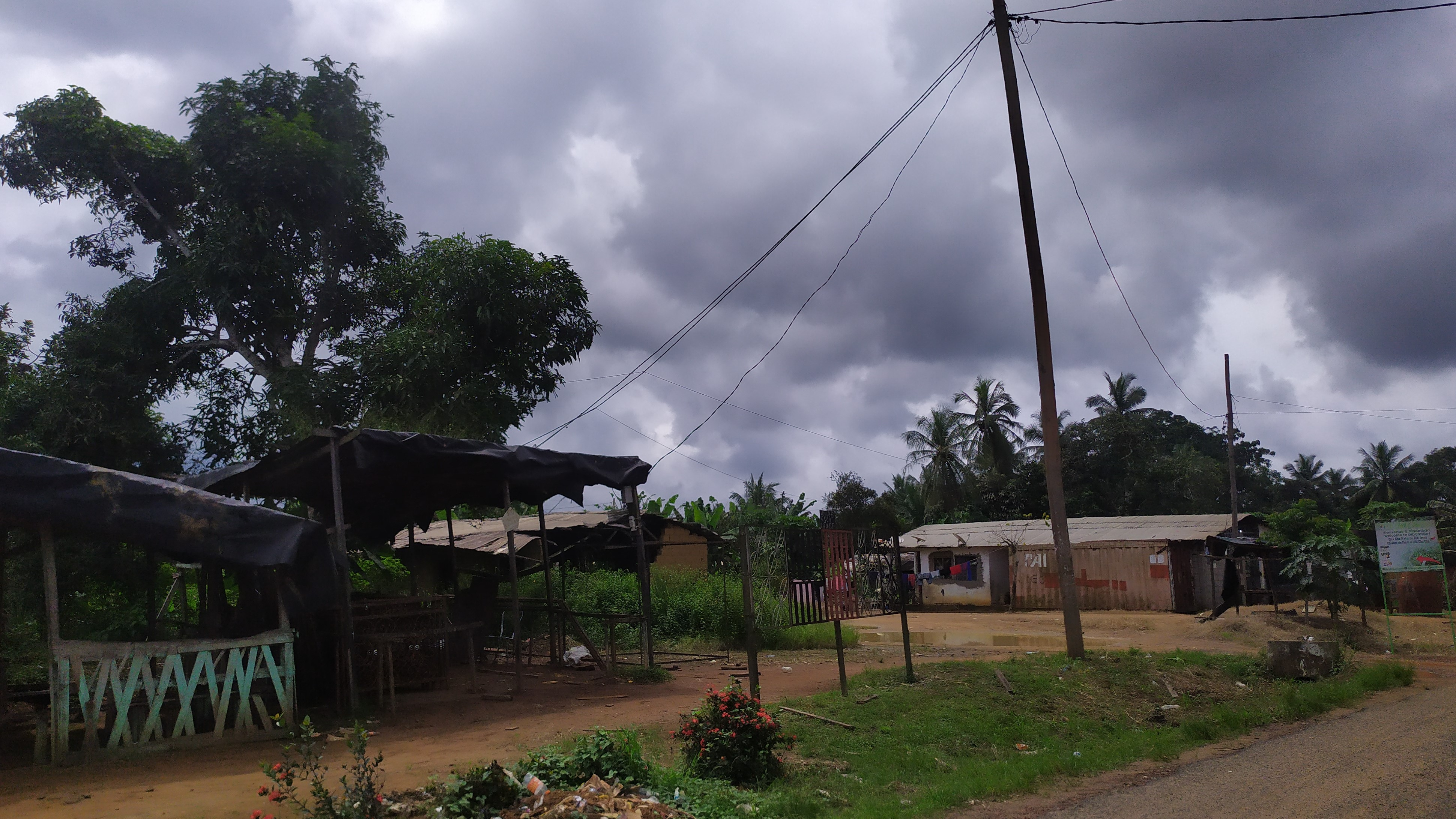
Plaque Bienvenue à Dibombari

Dibombari est une commune du Cameroun située dans le département du Moungo et la région du Littoral. 

## Géographie
La commune de Dibombari est limitrophe de Douala s'étend à l'extrémité sud du département du Moungo.
| Mbanga | Bonaléa   |          |
| Muyuka | Dibombari | Douala V |
| Tiko   | Douala IV |          |

## Description
La commune de Dibombari se trouve à 18 km au nord de la ville de Douala. Elle a été officiellement créée en 1955. Elle est constituée de 38 villages partagés entre deux cantons : le canton Pongo et le canton Bakoko. Le premier est une chefferie de premier degré et le deuxième de second degré. Le chef supérieur canton Pongo est Théodore Toto Bekombo. Celui du canton Bakoko est Essawe Maurice. Depuis 2020, le maire Justin Bejedi Ndamè a été élu à sa tête.

## Histoire
Bwelelo poste administratif de la subdivision de Mbanga est érigé en commune de Dibombari en 1955.
La ville de Dibombari naît de la volonté des puissances coloniales allemandes, qui décident de regrouper les populations d'origine Pongo, Bankon et Bakoko dans le même espace afin de mieux les administrer, mais également dans le but d'y implanter des palmeraies. Ce regroupement non volontaire donna lieu à l'arrondissement de Dibombari qui provient de l'expression "Dibomba Di" signifiant en langue pongo « voici le paquet », qui sera déformée et donnera naissance au toponyme Dibombari.
En 1995, l'arrondissement de Dibombari est démembré de sa partie nord constituée de la chefferie Bankon pour former l'arrondissement de Bonaléa. Les deux chefferies Pongo et Bakoko demeurent dans l'arrondissement et la commune de Dibombari.

## Population
Lors du recensement de 2005, la commune comptait 17 141 habitants, dont 12 823 pour le groupement de Dibombari Ville. Le village de Dibombari compte 1 155 habitants en 1967 et 3 052 selon le Plan communal de développement de 2012. 
Selon l'annuaire des chefferies traditionnelles, Dibombari compte près de 9 178 habitants. Les ethnies majoritaires sont les Pongo, Bakoko (Mpo'o), Bankon (Abo). Des populations d'autres origines ce sont avec le temps, ajoutées à la population d'origine. Elles proviennent principalement des régions administratives de l'Ouest, et du Sud-Ouest, mais également de l'étranger (Nigéria). 
De fait, la langue prédominante dans la zone est le français. Suivie du Pongo, le Bakoko, le Bankon. On y trouve aussi le Pidgin-English, dû à la présence de ressortissants de la région du Sud-Ouest et du Nigéria.

## Structure administrative de la commune

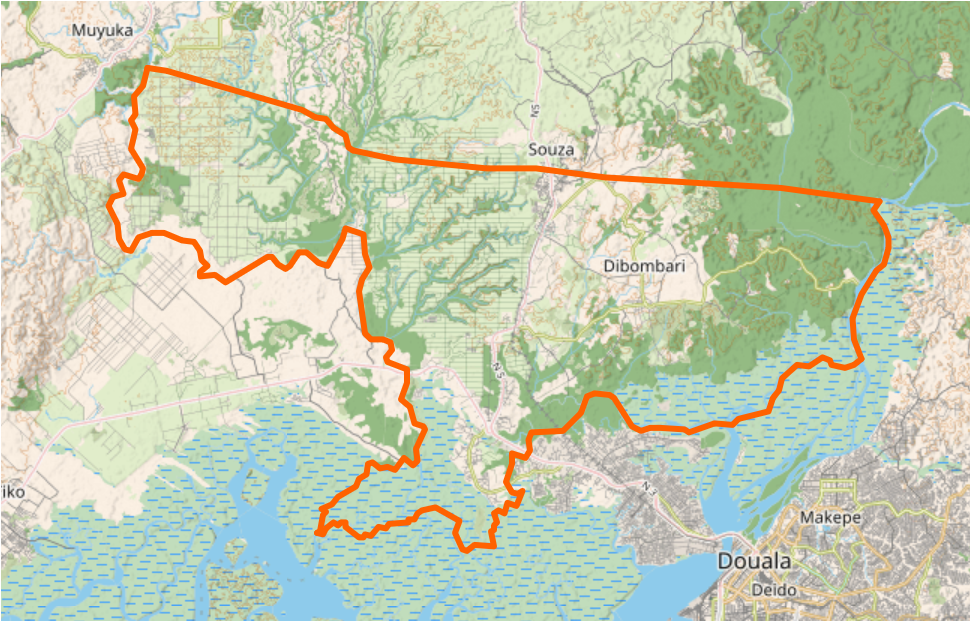
Limites communales

Outre la ville de Bwélélo-Dibombari proprement dite, la commune est constituée de deux cantons et des villages suivants :

### Dibombari
- Bejanga
- Bomono Ba Bengue I
- Bomono Ba Bengue II
- Bossedi I
- Campement Socapalm
- Nkapa Village
- Biendede
- Bwelelo
- Bomono Ba Jedou
- Bonadinde
- Njobwele
- Bomono Gare
- Bwanjoumba
- Bwassalo
- Bomono Gare Village
- Kendé
- Ngodi
- Njouki
- Yandom

### Bakoko

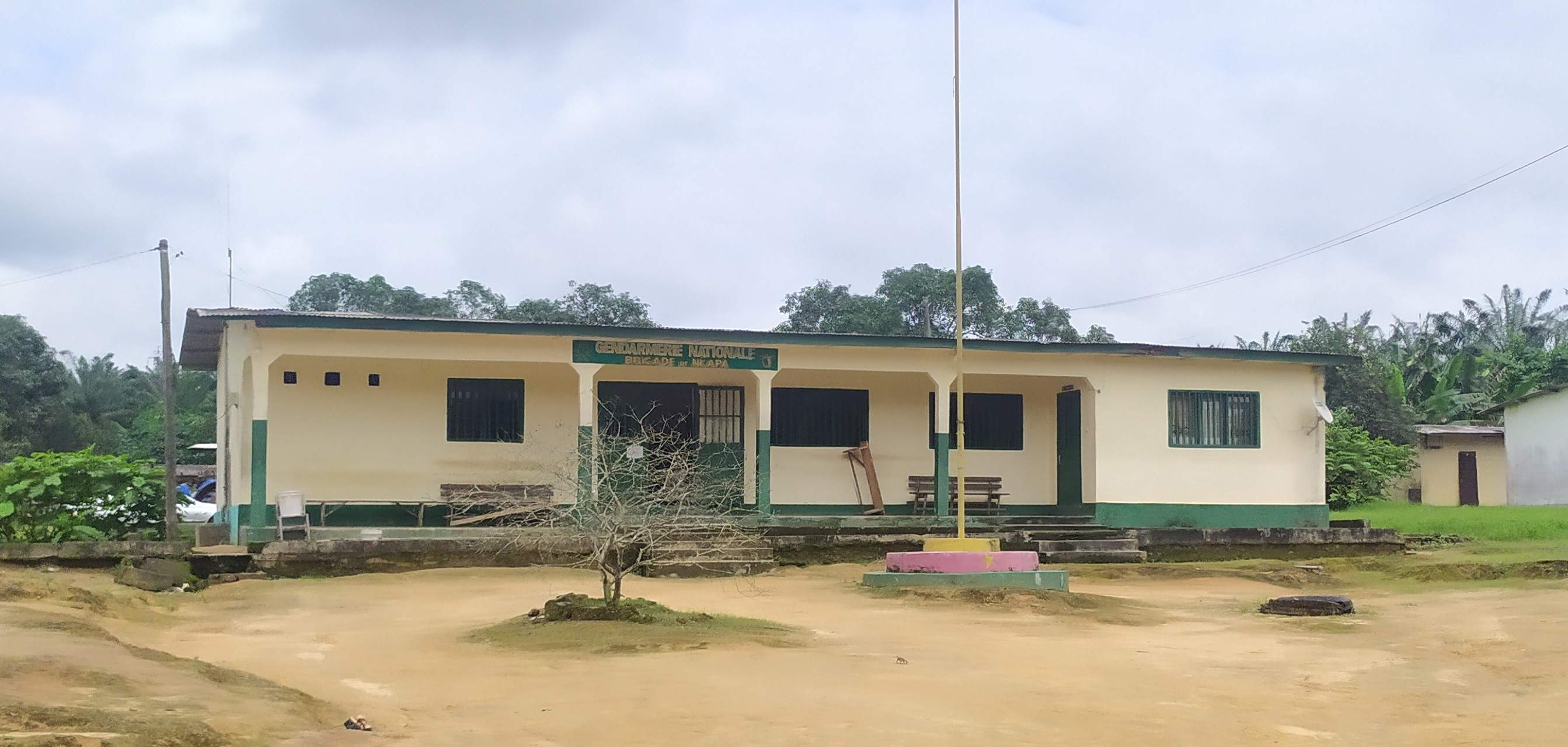
Brigade de Nkapa.jpg

- Bakoko-Yapaki
- Békoko
- Bali
- Bongo
- Bossamba
- Mbangue I
- Mbangue II
- Minyoungou
- Yabea
- Yabona
- Yabwadibe
- Yabwadibe-Bonambongue
- Yamikoki
- Yamidjang
- Yandom
- Yandougou
- Yangonang
- Yassem
- Yassouka
- Maka

### Pongo
- Babenga
- Bassa
- Bonabweng
- Bossedi II
- Bwadibo
- Mabanga
- Moulanga
- Yatto

## Chefferies traditionnelles
L'arrondissement de Dibombari est le siège de l'une des quatre chefferies traditionnelles de 1er degré du département du Moungo :
- Chefferie Supérieur Pongo

L'arrondissement compte trois chefferies traditionnelles de 2e degré en 2015 :
- 420 : Groupement Bomono Ba Jedu
- 421 : Groupement Bomono Ba Mbengue
- 422 : Canton Bakoko

## Enseignement
L'arrondissement de Dibombari compte 5 établissements secondaires publics dont 2 lycées et 3 collèges, 4 sont francophones et un bilingue.
- CES de Bomono
- CES de Bonamateke
- CETIC de Dibombari
- Lycée bilingue de Bekoko
- Lycée de Dibombari
- Institut Polyvalent de Bomono Bâ Mbengue

La Kadji Sport Academy (KSA), centre de formation privé sport études est situé au sud de la commune de Dibombari, à proximité des rives du Moungo et du village de Moulanga sur la Route Nationale 3.

## Économie

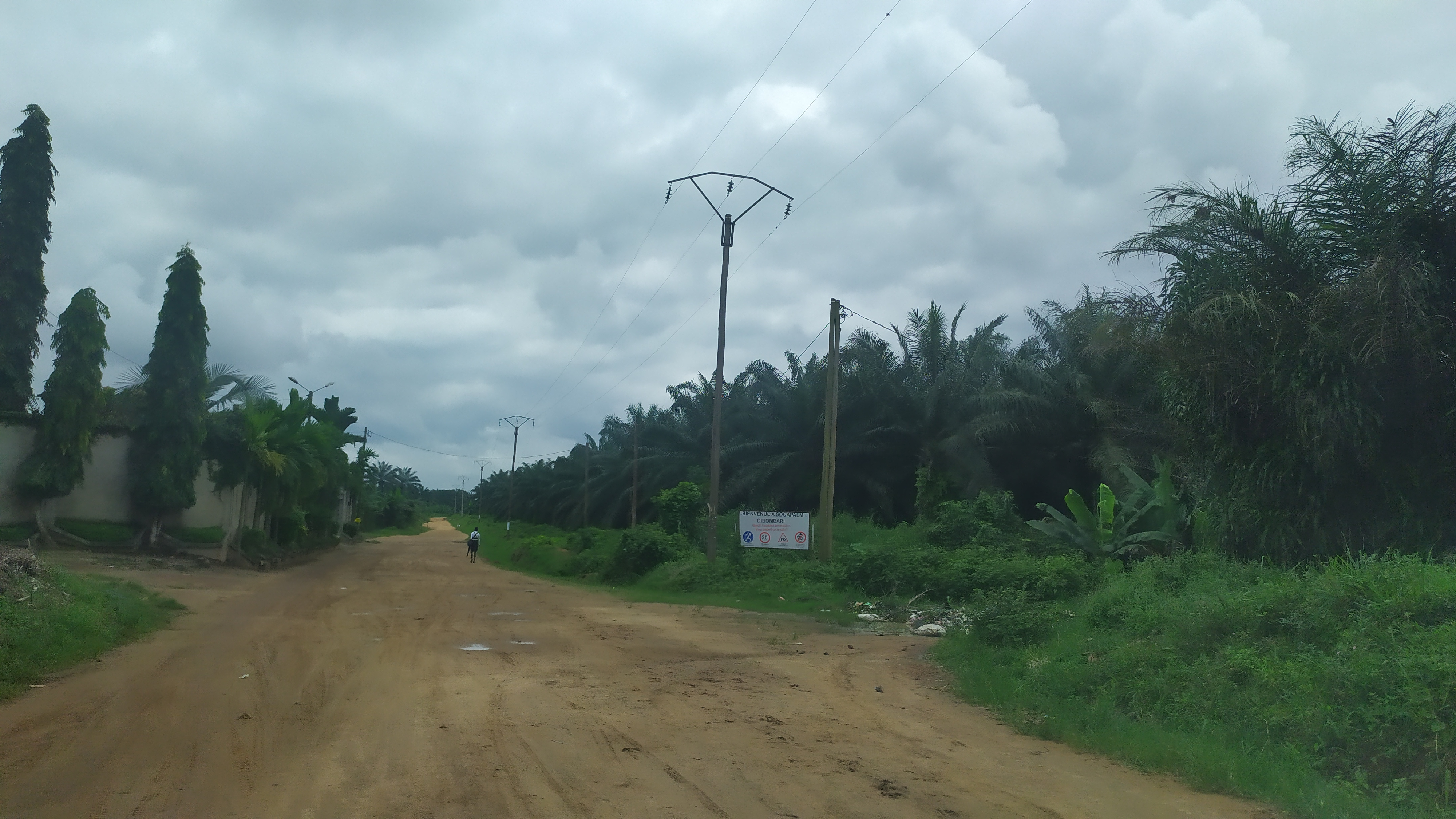
Entrée dans le domaine de la Socapalm de Dibombari

L'économie de Dibombari est tournée vers l'agriculture, en particulier celle du palmier qui est faite de manière intensive, ainsi ce celle du manioc et d'autres cultures vivrières. Ces produits vivriers sont consommés localement et vendu dans la ville de Douala. La localité est également reconnue pour sa production de Miondo, issu de la transformation du manioc. 
On peut ainsi noter l'implantation de la Société Camerounaise de Palmeraies (Socapalm) qui possède plusieurs palmeraies dans le bas-Moungo et de l'école de Techniciens Agricole (ETA).

## Personnalités
La ville de Dibombari est la région d'origine de célèbres chanteurs de makossa tels que : Tom Yom's, Nguime Manulo, Sam Mbende, Ekambi Brillant et de certaines personnalités politiques telles que Theodore Koulle Ndjanga, Maurice Gaétan Moumy, Gottlieb Lobe Monekosso, Maka Kotto, Jean David Bile, Jacques Ndoumbe Ekane, christian Ndoumbe Ekane (fils de jacques), Njocke Essawe, Mbelle Kotto François, le lobbyiste Stephane Moukouri, Coco Mbassi, Soppo Soppo Thomas, Ekame Njoh Maurice, Mpondo Osée, Ndoumbe Jacques Narcisse, le Blogueur et promoteur culturel Moukodi Mbamse Olivier, le footballeur Eyoum Samuel...